# نورا أودونيل
نورا أودونيل (بالإنجليزية: Norah Morahan O'Donnell)‏ (23 يناير 1974 - )؛ إعلامية وصحفية أمريكية، ولدت في واشنطن العاصمة وهي ذات أصول أيرلندية وتتبع طائفة الرومان الكاثوليك. تخرّجت من جامعة جورجتاون وبدأت العمل الصحفي في عام 1996. عملت ما بين عامي 1999–2011 ضمن قناة إن بي سي نيوز/إم إس إن بي سي. انتقلت في عام 2011 للعمل في قناة سي بي إس نيوز، وهي تقدّم برنامج 60 دقيقة منذ العام 2013.

## روابط خارجية
- نورا أودونيل على موقع IMDb (الإنجليزية)
- نورا أودونيل على موقع قاعدة بيانات الفيلم (الإنجليزية)